# 魯西卡河 (德涅斯特河支流)
魯西卡河（羅馬化：Rus'ka），是烏克蘭的河流，位於該國西部赫梅利尼茨基州，屬於德涅斯特河的左支流，發源自波季利西克，流經卡緬涅茨-波多利斯基區，河道全長15公里，流域面積55.3平方公里。